# Хазенмор
Хазенмор (нем. Hasenmoor) — община в Германии, в земле Шлезвиг-Гольштейн. 
Входит в состав района Зегеберг. Подчиняется управлению Кальтенкирхен-Ланд.  Население составляет 700 человек (на 31 декабря 2010 года). Занимает площадь 17,77 км².